# ディートリヒ (ランツベルク辺境伯)
ディートリヒ・フォン・ランツベルク（Dietrich von Landsberg, 1242年 - 1285年2月8日）は、ランツベルク辺境伯。マイセン辺境伯ハインリヒ3世（貴顕伯）とオーストリア公レオポルト6世の娘コンスタンツェとの間の次男。マイセン辺境伯アルブレヒト2世の弟。

## 生涯
1265年の領土分割により、ランツベルク辺境伯領とラウジッツ辺境伯領を受け継いだ。マイセン辺境伯領とテューリンゲン方伯領は兄のアルブレヒト2世が相続することに決まったが、後に兄と甥のハインリヒ、フリードリヒ1世、ディーツマンが仲違いした時、ディートリヒは3兄弟を引き取っている。
1258年に結婚したブランデンブルク辺境伯ヨハン1世の娘ヘレネ（1304年没）との間に、以下の子供たちをもうけた。
- ゾフィー（1259年 - 1318年） - 1271年、グウォグフ公コンラト1世と結婚、後にヴァイセンフェルス女子修道院長
- フリードリヒ・トゥタ（1269年 - 1291年） - マイセン辺境伯
- ゲルトルート（? - 1325年） - ヴァイセンフェルス修道女
- ヘレネ - ヴァイセンフェルス修道女
- ブリギッタ